# Bures (Orne)
Bures – miejscowość i gmina we Francji, w regionie Normandia, w departamencie Orne.
Według danych na rok 1990 gminę zamieszkiwało 128 osób, a gęstość zaludnienia wynosiła 13 osób/km² (wśród 1815 gmin Dolnej Normandii Bures plasuje się na 758. miejscu pod względem liczby ludności, natomiast pod względem powierzchni na miejscu 517.).